# 土取利行
土取 利行（つちとり としゆき、1950年9月1日 -  ）は、香川県出身の音楽家・パーカッショニスト、マルチインストゥルメンタリスト、フリー・ジャズ、演劇音楽（ピーター・ブルック劇団のロングコラボレーター）、古代音楽、民族音楽・民俗音楽など、複数のジャンルに取り組んできた。前衛ギタリストのデレク・ベイリーとも共演した。添田唖蝉坊の演説歌にも挑戦している。国内だけでなく、国外でも音楽活動を展開した。

## 来歴
香川県多度津町で幼少の頃から祭り太鼓を叩き、10代より大阪でモダンジャズを始めた。1970年代初頭、前衛ジャズ・ドラマーとして活動を開始。近藤等則、坂本龍一、阿部薫、高木元輝、音楽評論家の間章らと音楽活動を展開。フリー・ジャズの演奏家、ミルフォード・グレイヴス、デレク・ベイリー、スティーヴ・レイシーらと共演を重ねる。また、1976年以来、ピーター・ブルック国際劇団の音楽家となり、『ユビュ王』『マハーバーラタ』『ハムレット』『テンペスト』『驚愕の谷』『ティエルノ・ボカール』『バトルフィールド』など数々の作品の音楽監督、演奏家として世界各地を巡演。アジア・アフリカの民族音楽の渉猟を続けるなか、日本のうたもの、語りものを追求する三味線演奏家・音楽家の桃山晴衣と81年にパリで出会う。1987年に、岐阜県郡上八幡に活動の拠点として茅葺きの芸能堂「立光学舍」「立光学舎レーベル」を桃山と共同で設立。
1988年から1993年まで、地域の民話・伝説をもとに創造した芸能舞台「立光学舍フェスティバル」を毎夏開催するほか、岐阜（奥美濃）から発信する文化として、国内外の音楽家・舞踊家らの招聘公演のプロデュース・出演を多数手がけた。
同時に、弥生時代、縄文時代、旧石器時代という日本有史以前の音楽の研究と演奏を深め、縄文鼓を復元・演奏した「縄文の音世界プロジェクト」は各方面から注目を集める。一時、アジアの打楽器を中心とした演奏集団「スパイラル・アームズ」も率いた。大野一雄、山田せつ子、田中泯ら舞踊家との共演も多い。
2000年代は、フランスの壁画洞窟の音楽調査・演奏と、ピーター・ブルック国際劇団の世界公演を続けながら、国内での演奏公演やワークショップ活動も多数行う。
現在、添田唖蝉坊をはじめとする明治大正の演歌師の残した歌を研究し、ライブ公演やYouTubeで披露している。また、添田唖蝉坊・知道の演歌を原曲に忠実にレコーディングしたアルバムを、これまでに3枚リリースした。伴侶の桃山晴衣は、添田唖蝉坊の息子である添田さつきの最後の弟子だった。

## TV出演
- 1983年 TBS「銅鐸を打つ」
- 1989年 NHK BS「鼓武震撼」（中国武術家の松田隆智とのジョイントパーフォーマンス / 銀座セゾン劇場）

NHK ETV8「始源の音を求めて ～対談 土取利行・西江雅之～」
- 1990年 NHK教育テレビ「縄文の音世界を求めて」（演奏に至るまでのドキュメント）

NHK衛星放送（長野県尖石遺跡での「縄文鼓」の演奏）
- 1992年 NHK新春番組「日本人の心[5]」

NHK衛星放送中継番組「ミステリーゾーン飛騨」
- 2000年 TBS「筑紫哲也ニュース23ミレニアム特集」（吉野ヶ里遺跡での「縄文鼓」の演奏）
- 2002年 NHKハイビジョンスペシャル「暗闇に残されたメッセージ ～世界最古・洞窟壁画の謎～[7][8]」
- 2003年 NHK総合（同上）

## 受賞歴
- 1990年 第二回古川町音楽大賞奨励賞受賞（選考委員 武満徹、諸井誠ほか）。
- 1999年 岐阜県の織部賞（知事賞）を受賞。

## ディスコグラフィ（主要作品）
- 「オリジネーション」土取利行、高木元輝　1975年（ALMレコード）
- 「Disappointment - Hateruma / 土取利行 & 坂本龍一」1975年（ALMレコード）
- 「銅鐸」1983年 （ビクターレコード）
- 「磬石（サヌカイト）」1986年（ビクターレコード）
- 「夢二絃唱 / 土取利行 & 桃山晴衣」1989年（立光学舎レーベル）
- ピーター・ブルック「マハーバーラタ」映画版サウンドトラック　音楽監督・演奏：土取利行
- 「縄文鼓」1990年（ビクターレコード）
- 「ネイティヴ・ドリーム / 土取利行 & トリブ」1995年（ALMレコード）
- 「Drum Sky 鼓空 / 土取利行 & スパイラルアームズ」1998年（徳間ジャパン）
- 「縄文鼓・スピリットダンス」2002年（立光学舎レーベル）
- 「瞑響・壁画洞窟」2008年（日本伝統文化振興財団）
- 「添田唖蝉坊・知道を演歌する Original recording」2013年（立光学舎）
- 「明治の壮士演歌と革命歌 Original recording」2014年（立光学舎）
- 「添田唖蝉坊・知道を演歌する / 第二集 Original recording」2015年（立光学舎）
- 「添田唖蝉坊・知道をエンカする/第三集　Original recordinng」2018年（立光学舎）
- 「水霊の歌」松田美緒、土取利行　2017年
- 「The Flow of spirit」エヴァン・パーカー、土取利行、ウイリアム・パーカー　2018年

## 著作
- 『螺旋の腕』 1988年（筑摩書房）
- 『縄文の音』 1999年（青土社）2007年増補新版
- 『壁画洞窟の音 旧石器時代・音楽の源流をゆく』 2008年（青土社）

共著
- 『軟骨的抵抗者 演歌の祖・添田啞蟬坊を語る』鎌田慧共著. 金曜日, 2017.8

### 訳書
- ハズラト・イナーヤト・ハーン『音の神秘』1988年（平河出版社）